# Aeroport de Đồng Hới
L'Aeroport de Đồng Hới (Cảng hàng không Đồng Hới, Sân bay Đồng Hới) és un aeroport de Đồng Hới, a la República socialista del Vietnam, situat a 6 km al nord-est de Đồng Hới, Quảng Bình. La terminal en construcció fou inaugurada per l'emir el 18 de maig de 2008

## Aerolínies
- Vietnam Airlines (Hanoi, Ciutat Ho Chi Minh)